# Nuit sans étoiles
Roman sur les Royaumes oubliés
Nuit sans étoiles (La Nuit éteinte lors de l'édition Fleuve Noir) est le titre français du roman Starless Night de R. A. Salvatore, publiée chez Milady et tirée du monde imaginaire des Royaumes oubliés.

## Résumé
Drizzt part en "croisade" contre Menzoberranzan, espérant comprendre le mal qui a frappé Castelmithral, lorsqu'une Yochol a répondu à l'appel de Vierna dans ses bas tunnels. Il est suivi de près par Cattie-Brie, qui veut lui sauver la vie et se découvre un amour naissant pour le rôdeur.